# L'appuntamento (film 2013)
L'appuntamento è un cortometraggio del 2013 diretto da Gianpiero Alicchio ed interpretato da Camilla Bianchini, Stella Saccà, Manuel Ricco e lo stesso regista Gianpiero Alicchio.
Il cortometraggio ha vinto il 53° Globo d'oro (Associazione stampa estera in Italia) come miglior cortometraggio 2013 e una Honorable Mention al Los Angeles Movie Awards 2013. Nello stesso anno gli attori hanno vinto il premio Best Supporting Actor in a Short Dramedy (Comedy-Drama) per il Best Actors Film Festival 2013. Inoltre ha ricevuto un Award of Merit alla sceneggiatura per il Accolade Competition 2014.
A Novembre 2015 Rai Cinema ha acquisito i diritti di distribuzione per circa 2 anni.

## Trama
L'incomunicabilità tra i sessi raccontata attraverso un primo appuntamento tra due coppie di trentenni.
Una coppia di amici, invitano due loro coetanee a cena fuori. Come un vero appuntamento che si rispetti, lasciano decidere il locale alle donne e le rendono loro ospiti. La scelta ricade su un locale vegetariano non molto economico. I ragazzi, cercano di ricorrere alle loro doti galanti per ‘svoltare la serata’ in intimità. Mettendo a loro agio le ragazze tanto da far venir loro il desiderio di ripetere quanto prima l'uscita, ma al momento di salutarsi, qualcosa non va per il verso giusto. La serata cambia.

## Riconoscimenti

### Premi
- 2015 - Canada International Film Festival - Vancouver, BC - Canada
  - Rising Star Award
- 2014 - American Movie Awards - Los Angeles, USA
  - Best Actor: Gianpiero Alicchio
- 2014 - Maremetraggio - Trieste, Italy
  - Rai Cinema Channel
- 2014 - Accolade Competition - Los Angeles, USA
  - Award of Excellence: Miglior attore Gianpiero Alicchio
  - Award of Excellence: Miglior attore Manuel Ricco
  - Award of Excellence: Miglior attrice Camilla Bianchini
  - Award of Excellence: Miglior attrice Stella Saccà
  - Award of Merit: Script/Writer
- 2013 - Globo d'oro - Roma / Italia
  - Miglior Cortometraggio 2013
- 2013 - Los Angeles Movie Awards - Los Angeles / California (USA)
  - Honorable Mention
- 2013 - Best Actors Film Festival - San Francisco / California (USA)
  - Best Supporting Actor in a Short Dramedy

### Candidature
- 2013 - Globo d'oro - Roma
- 2013 - Los Angeles Movie Awards - Los Angeles (CA)
- 2013 - San Diego Film Festival - San Diego (CA)
- 2013 - Bootleg Film Festival - Edimburgo, Scozia
- 2013 - Festival Europeo del Cinema - Lecce
- 2013 - LA Comedy Festival - Los Angeles (CA)
- 2013 - Salento International Film Festival - Tricase (LE)
- 2013 - Downtown Tyler Film Festival - Tyler (TX)
- 2013 - Visioni Corte - Minturno (LT)
- 2013 - Gijón International Film Festival - Gijon (Spain)
- 2013 - Non è mai troppo corto - Gravina di Catania (CT)
- 2014 - Navi Mumbai International Film Festival - Navi Mumbai (India)
- 2014 - Richmond International Film Festival - Richmond (Virginia, USA)
- 2014 - Love Your Shorts Film Festival - Sanford (Florida, USA)
- 2014 - 61 Belgrade Documentary and Short Film Festival - Serbia
- 2014 - Bibbiena Film Festival - Soci (AR)
- 2014 - Beverly Hills Film Festival - Los Angeles (CA)
- 2014 - Edinburgh Short Film Festival - Edimburgo, Scozia
- 2014 - Italian Contemporary Film Festival - Toronto, Ontario
- 2014 - DC Shorts Film Festival - Washington DC, US
- 2015 - Vizioso Film Festival - Turin, Italy